# Liste der Schweizer Botschafter in Ungarn
Schweizer Botschafter in Ungarn.

## Missionschefs
- 1938–1945: Maximilian Jaeger (1884–1958), Gesandter
- 1946–1948: Ernst Feisst (1897–1968)[2]
- 1948–1949: Otto Karl Seifert (1902–1971), Geschäftsträger
- 1949–1952: Max Grässli (1902–1985)
- 1953–1957: Jean Decroux (1903–1977)
- 1957–1961: Fritz Hegg (1903–1961)
- 1961–1963: Hans Müller (1921–2001), Geschäftsträger
- 1963–1965: Adalbert Koch (1902–1986), Botschafter
- 1965–1968: Werner Fuchss (1903–1991)
- 1969–1973: Richard Aman (1914–1988)
- 1973–1978: René Stoudmann (1913–1985)
- 1978–1981: Auguste Geiser (1916–2012)
- 1981–1985: Robert Beaujon (1920–2006)
- 1985–1990: Paul Wipfli (1935–)
- 1990–1994: Max Dahinden (1933–)
- 1995–1999: Claudio Caratsch (1936–2020)
- 1999–2004: Rudolf Weiersmüller (1939–2004)
- 2004–2008: Marc-André Salamin
- 2008–2012: Christian Mühlethaler
- 2012–2016: Jean-François Paroz (1960–)
- 2016–2020: Peter Burkhard (1955–)
- seit 2020: Jean-François Paroz

Ab 1938 selbständige Gesandtschaft, seit 1963 Botschaft.